# Prosper Boissonnade
Prosper Marie Boissonnade (Réquista, 23 de enero de 1862-Poitiers, 9 de marzo de 1935) fue un economista e historiador francés, profesor de universidad que se especializó en investigar temas relacionados con la historia medieval y moderna de España, especialmente relacionados con Francia, así como historia económica y local de Francia. Por su método de trabajo es uno de los eruditos franceses de finales del siglo XIX que revolucionaron la historiografía del momento. Fue decano honorario de la Facultad de Letras de Poitiers.

## Biografía
Nacido el 23 de enero de 1862 en Requista (Aveyron), obtuve buenas calificaciones de estudios en el instituto de Rodez obteniendo reconocimiento por ello. Prosiguió sus estudios de Historia en la Facultad de Letras de la Universidad de Toulouse donde tuvo de profesor a Paul Guiraud y se licenció en 1882. En 1884 obtiene plaza de agregado. Tras dar clases en institutos de Pau y Angulema, obtiene plaza de profesor titular de Historia en la Universidad de Poitou en 1897.

## Obras
Su tesis doctoral sobre la incorporación de Navarra a Castilla (1512-1521), basada en una metodología positivista tan en boga entonces en Francia, sigue estando presente en el debate historiográfico actual. Se realizaron traducciones posteriores al español alterando «el título y algunos enfoques originales» (Tomás Yoldi, La conquista de Navarra, Buenos Aires, 1956-1961 - Pamplona, 1981) en 4 volúmenes. En 2006 el Gobierno de Navarra realizó una nueva edición, con una nueva traducción y bajo el título Historia de la incorporación de Navarra a Castilla. Ensayo de las relaciones de los príncipes de Foix-Albret con Francia y con España a cargo de la prof. Eloísa Ramírez Vaquero que realiza la introducción y la edición crítica.
Otras obras suyas fueron:
- Histoire des Volontaires de la Charente pendant la Révolution. 1890.
- Les archives de Navarre à Pampelune et de Castille au château de Simancas publicado en les Archives de Missions scientifiques et littéraires XVII. 1891.
- Histoire de la réunion de la Navarre à la Castille. Essai sur les relations de Princes de Foix-Albret avec la France et l'Espagne (1479-1521). París, 1893. Esta obra centenaria todavía resulta imprescindible actualmente para comprender la incorporación de Navarra a Castilla.
- Histoire du Collège et du Lycée d'Angouléme, 1519-1895.
- Histoire des Rapports de l'Etat et de la grande Industrie en France sous l'ancien Régime. 1897.
- Histoire des Manufactures royales en France sous l'ancien Régime. 1899.
- Histoire de l'Organisation du Travail en Poitou. 1900.
- Histoire des Relations commerciales entre la France et l'Anglaterre aux XVIIe et XVIIIe siècles. 1901.
- Saint-Domingue à la veille de la Révolution et la Question de la Représentation coloniale aux Etats généraux. 1907.
- Histoire des premiers essais de relations économiques directes entre la France et l’État prussien pendant le règne de Louis XIV (1643-1715). 1913
- Du nouveau sur la Chanson de Roland : la genèse historique, le cadre géographique, le milieu, les personnages, la date et l`auteur du poème. París, 1923. Esta obra tiene como novedad el planteamiento de la hipótesis de la autoría de la Cantar de Roldán a Guillermo Turoldo.[4]
- Le socialisme d’État (1453-1661). 1928.
- Colbert. 1933.

## Premios y reconocimientos
Entre los numerosos premios y reconocimientos recibidos, destacar algunos como:
- En 1894, Premio Thérouanne de la Academia francesa por su obra Histoire de la reúnion de la Navarre à la Castille, premiado con mil francos.
- En 1897, Premio Rossi de la Academia de Ciencias morales y políticas por su Histoire des Rapports de l'Etat et de la grande Industrie en France sous l'ancien Régime.
- En 1899, Premio Budget de la Academia de Ciencias morales por su estudio de Histoire des Manufactures royales en France sous l'ancien Régime.
- En 1900, Premio Gobert de la Academia de Inscripciones y Bellas Letras por su estudio Histoire de l'Organisation du Travail en Poitou.
- En 1901, Premio Budget de la Academia de Ciencias morales por su estudio de Histoire des Relations commerciales entre la France et l'Anglaterre aux XVIIe et XVIIIe siècles.
- En 1907, Premio Thiers  de la Academia francesa por su obra Saint-Domingue à la veille de la Révolution, premiado con 500 francos.
- En 1928, Premio Fabien de la Academia francesa por su obra Le socialisme d’État (1453-1661), premiado con 500 francos.
- En 1933, Premio Thérouanne de la Academia francesa por su obra Colbert, premiado con 1000 francos.